# Jatrejon
Jatrejon (gr. ἰατρεῖον od ἰατρός – lekarz) – w starożytnej Grecji i Rzymie instytucja opieki medycznej dla chorych, odpowiednik współczesnych gabinetów lekarskich. 
Istnienie takich miejsc potwierdzają źródła literackie i archeologiczne wraz z inskrypcjami. Jatrejony miały charakter domowych klinik, laboratoriów chirurgicznych i farmakologicznych, gdzie przyjmowano pojedynczych pacjentów. W ich leczeniu medycy stosowali m.in. wiedzę z zakresu ziołolecznictwa.